# Dorje Lhakpa
Dorje Lhakpa é uma montanha na cordilheira do Himalaia, na parte centro-norte do Nepal. Tem 6966 de altitude.
Visível do vale de Kathmandu, tem uma forma de esbelta pirâmide e é alvo fotográfico para fotógrafos e montanhistas. Em escalada, é considerada de dificuldade intermédia e a rota mais fácil é pela vertente ocidental. A subida é proposta por muitas agências de montanhismo e caminhada do Nepal.